# بولا واغنر
بولا واغنر (بالإنجليزية: Paula Wagner)‏ هي منتجة أمريكية و الرئيسة التنفيذية في يونايتد آرتيست ، ولدت 12 ديسمبر1946 في يونغزتاون (أوهايو).

## سيرة

### احترافية
- تخرجة في مسرح الدراما من جامعة كارنيغي ميلون.
- أصبحة مديرة مواهب لمدة خمسة عشر عاما في وكالة الفنانين المبدعين.
- ارتبطة منذ عام 1993 مع توم كروز في إنتاج شركة مشتركة كروز / واغنر للإنتاج، في قلب يونايتد آرتيست، وكانت الرئيس التنفيذي منذ عام 2006. وتركت ذلك المنصب في أغسطس 2008.

### الشخصية
تطلقت من روبن واغنر وهو مصمم، وتزوجت من ريك نسيتا منذ 27 أكتوبر 1984

## فيلموغرافيا
- 1996: مهمة مستحيلة
- 2000: مهمة مستحيلة 2
- 2001: الآخرون
- 2003: الساموراي الأخير
- 2006: مهمة مستحيلة 3
- 2011: مهمة مستحيلة: بروتوكول الشبح
- 2012 : جاك ريتشر
- 2017: مارشال

## وصلات خارجية
- بولا واغنر على موقع IMDb (الإنجليزية)
- بولا واغنر على موقع روتن توميتوز (الإنجليزية)
- بولا واغنر على موقع ألو سيني (الفرنسية)
- بولا واغنر على موقع أول موفي (الإنجليزية)
- بولا واغنر على موقع بوكس أوفيس موجو (الإنجليزية)
- بولا واغنر على موقع قاعدة بيانات الأفلام السويدية (السويدية)
- بولا واغنر على موقع قاعدة بيانات الفيلم (الإنجليزية)
- بولا واغنر على موقع كينوبويسك (الروسية)